# Sayyavath Vansavath
Sayyavath Vansavath (* 28. Juni 2008) ist ein laotischer Fußballspieler, der im offensiven Mittelfeld agiert.

## Karriere

### Verein
Sayyavath steht seit 2023 beim IDESA Champasak United FC unter Vertrag. Mit dem Verein aus Pakse spielt er in der ersten Liga des Landes, der Lao Premier League. Sein Debüt machte er am 19. Februar 2023 im Alter von 14 Jahre 07 Monate 22 Tage gegen Master 7 FC, das Spiel verlor Champasak mit 0:4. Er ist weltweit der jüngste eingesetzte Spieler in einer ersten Liga, seit Datenerfassung von Transfermarkt.de in der Saison 1974/75. (Stand: 31. August 2023)

### Nationalmannschaft
Mit der U17-Nationalmannschaft nahm Sayyavath Vansavath am AFC U17 Asian Cup in Thailand teil. Er kam beim Wettbewerb zu drei Einsätzen. Sein erstes Spiel und gleichzeitig sein Debüt für die Laos U17-Nationalmannschaft war am 15. Juni 2023 gegen das Gastgeberland Thailand U17. Dieses Spiel verlor Laos mit 1:2. Auch die beiden anderen Gruppenspiele gegen Jemen U17 und Malaysia U17 verlor man jeweils mit 1:2 und flog somit in der Gruppenphase als letzter aus dem Turnier.